# Collegium Augustinianum Gaesdonck

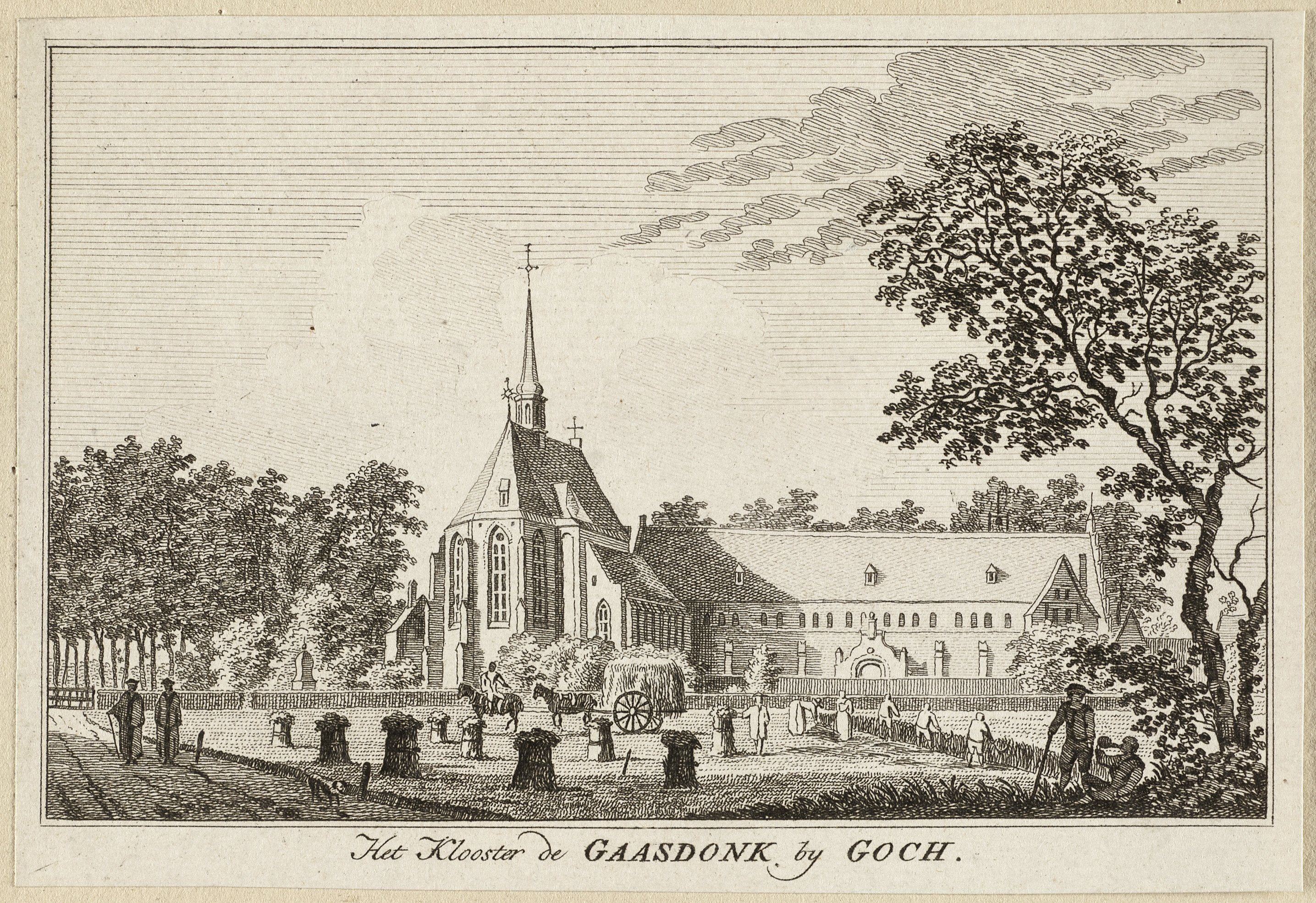
Klooser Gaesdonck in 1743 getekend door Jan de Beijer

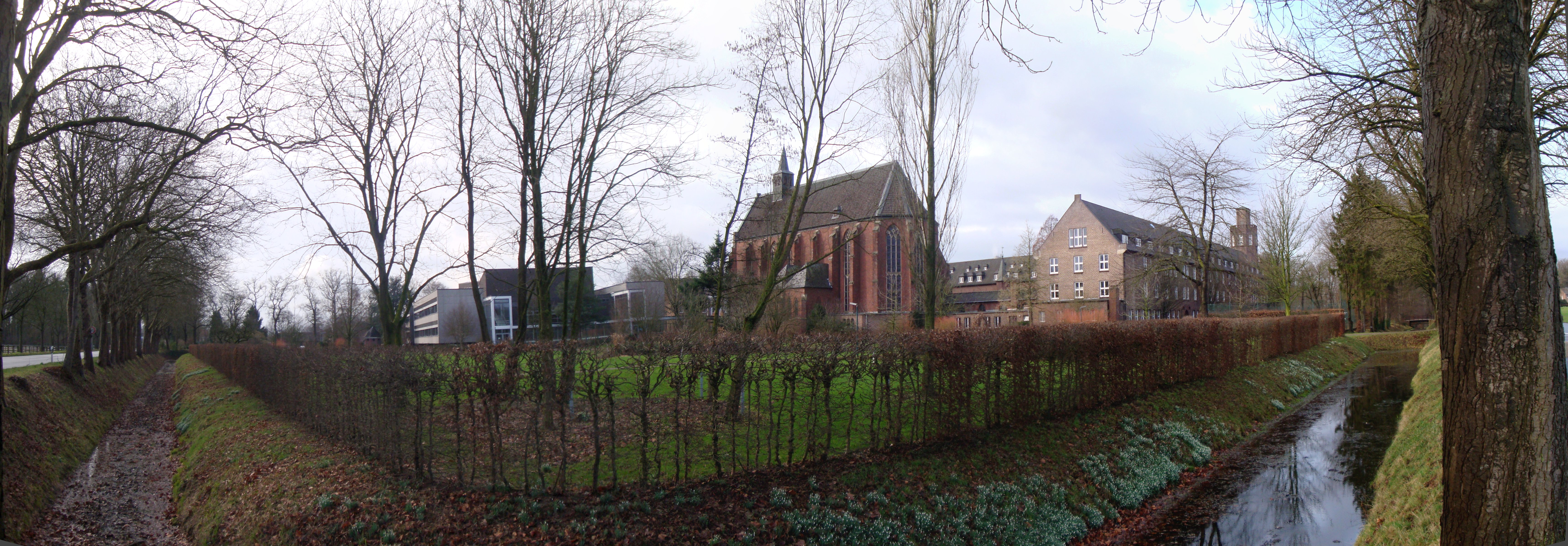
Gaesdonck in 2018

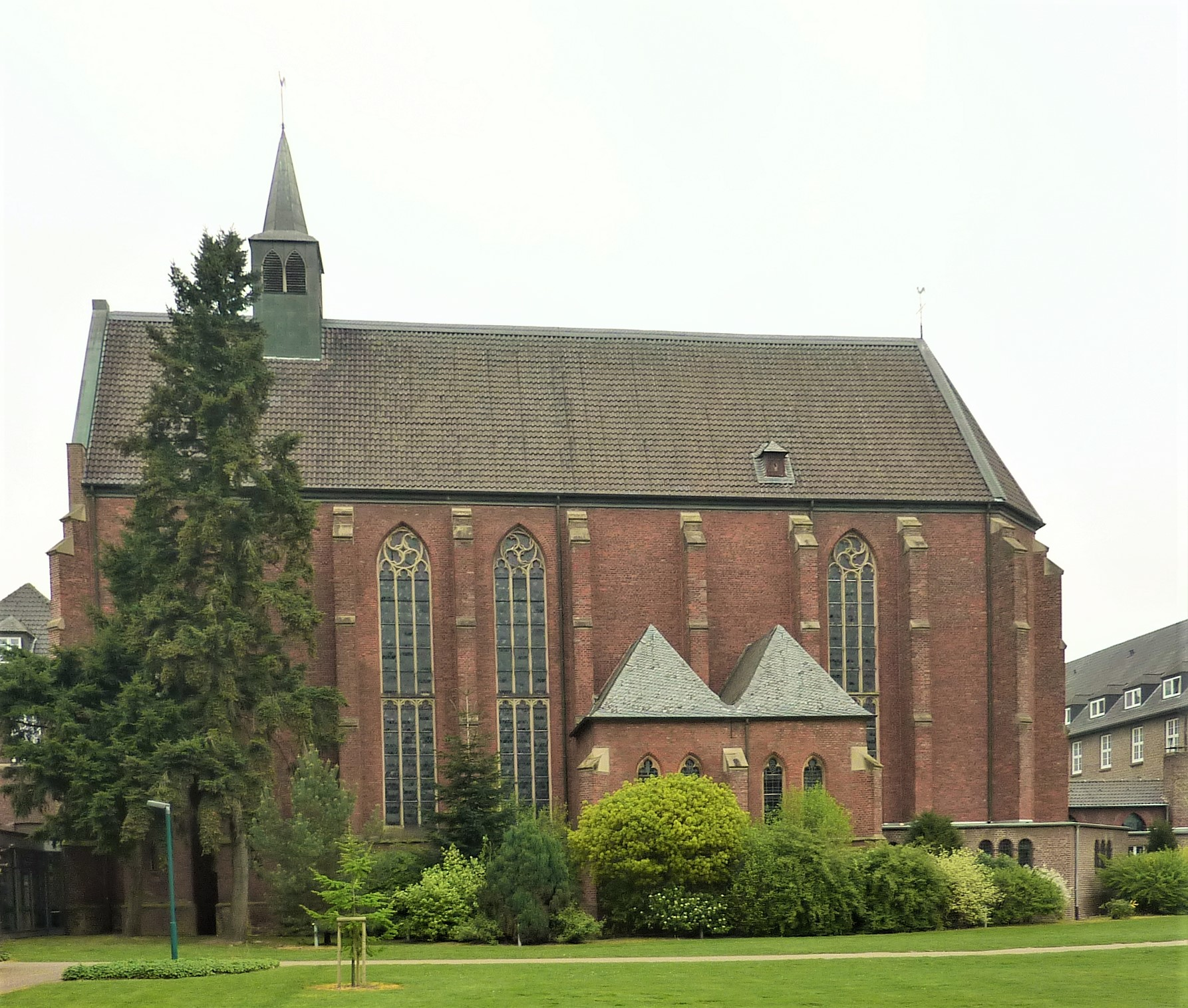
De stichtskerk

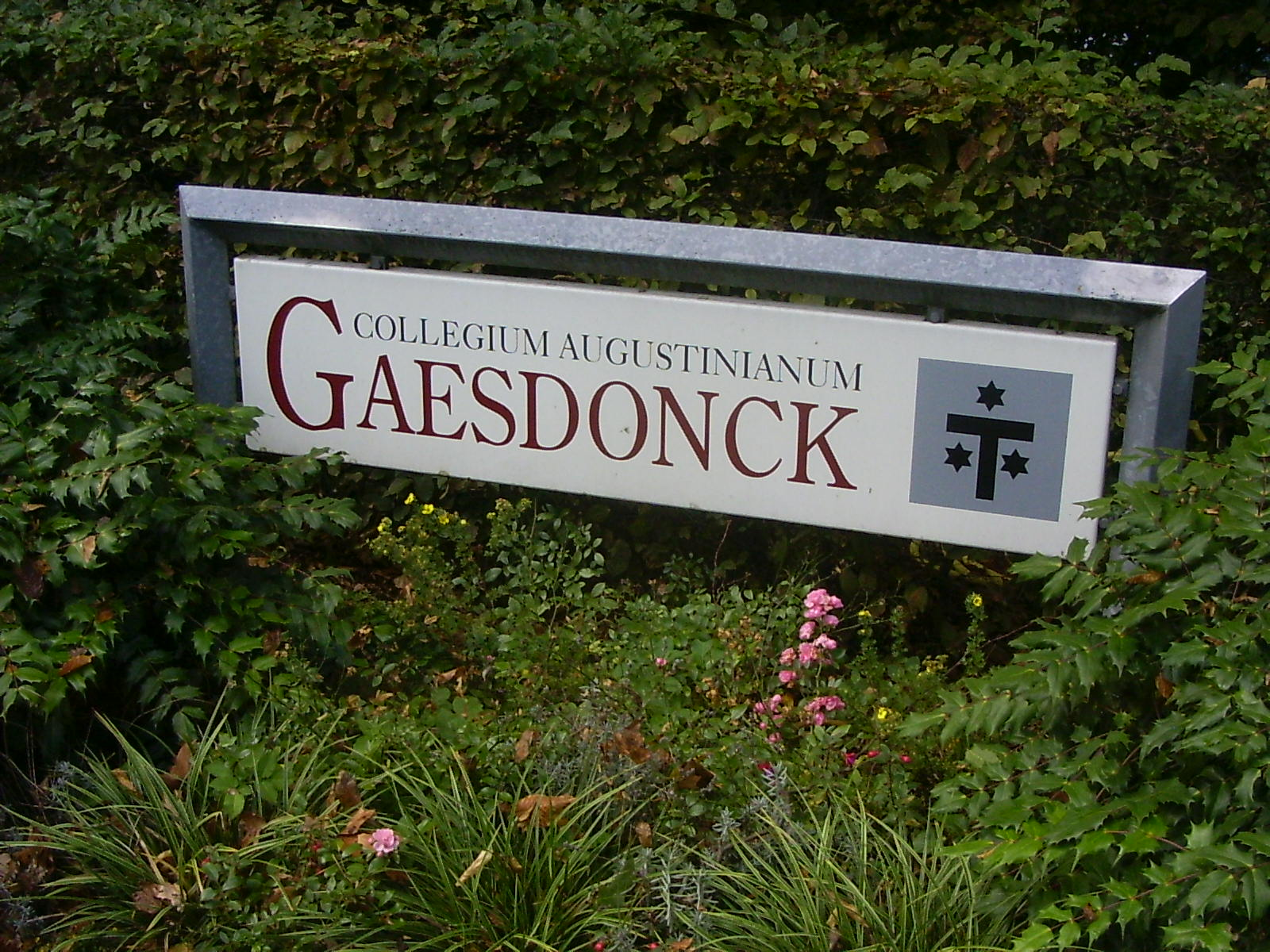
Bord met wapen/logo

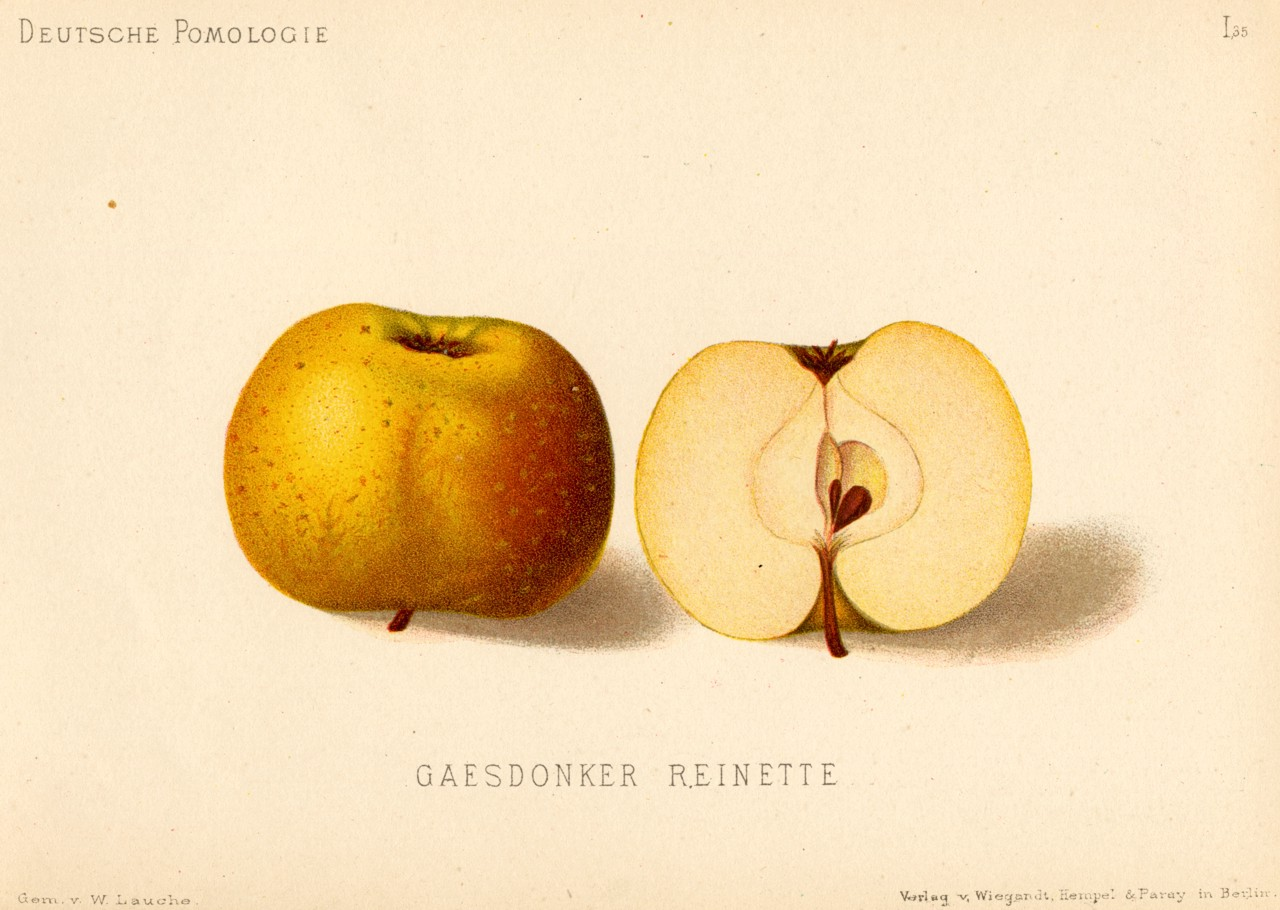
Gaesdonker Reinette

Het Collegium Augustinianum Gaesdonck is een katholieke kostschool in de buurt van Goch in Duitsland.

## Christelijk gymnasium
Het bisschoppelijke gymnasium is door de overheid erkend en heeft een geschiedenis van meer dan 150 jaar. De onderwijsinstelling heeft in 2007 meer dan 800 leerlingen, die niet allemaal in het internaat wonen, maar ook uit de omliggende plaatsen aangereisd komen om de lessen bij te wonen. Sinds 2002 wordt er lesgegeven in gemengde klassen van jongens en meisjes. Sinds 2006 is er een Junior Business School aan het bestaande onderwijsaanbod toegevoegd.
Het pedagogische concept van de school berust op een christelijk-katholiek mensbeeld dat samengevat wordt onder het motto: Christelijk leven, sociaal handelen en talenten ontwikkelen. De school hecht veel waarde aan kunstonderwijs. De instelling heeft een eigen kunstverzameling met werken van barokke sacrale kunst tot en met werk van Joseph Beuys. Er zijn drie soorten bibliotheken. Bijvoorbeeld is er ook de bibliotheek van het nabijgelegen, uit zijn functie ontheven, Klooster 's-Gravendaal ondergebracht. Op het parkachtige terrein zijn sportvelden, sporthallen, een overdekt zwembad, tennisbanen en een manege. De school heeft vele leerlingen gehad die later bekend werden, bijvoorbeeld als schrijver of door hun carrière binnen de katholieke kerk.

## De locatie
Het Collegium Augustinianum Gaesdonck ligt in de regio Nederrijn op drie kilometer van Goch, vlak aan de Nederlandse grens. Het Nederlandse plaatsje Siebengewald, behorend tot de gemeente Bergen (Limburg), ligt op slechts één kilometer afstand. Het tot Goch behorende gehucht waar het bisschoppelijke gymnasium gevestigd is heet Hülm. Het prachtig gelegen gebouwencomplex wordt gedeeltelijk door een beek omarmd. Deze beek, de Kendel, is een zijriviertje van de Niers. De oudste locatie, waar oorspronkelijke een klooster gevestigd was, is omgeven door een gracht. Ook is er een natuurlijke vijver op het terrein.

## De naam en het wapen
De naam „Gaesdonck“, werd overgenomen van een oorspronkelijk op deze plek gevestigde boerderij en is afgeleid van gans (gaes) en heuvel (donk). Het bijvoegsel „Augustinianum“ herinnert aan het klooster dat voor de vestiging van het gymnasium op deze plek bestond en geeft aan dat Augustinus als schutspatroon gekozen is.
Het wapen van de school bestaat uit een rood T-vormig kruis met drie gele sterren (twee aan weerszijden en één erboven) op een blauwe ondergrond. De T-vorm uit het wapen is hier en daar terug te zien in het wapen van oud-leerlingen die bisschop werden.

## Geschiedenis
Het gymnasium werd op 16 oktober 1849 opgericht en gevestigd in de kapel en de overige gebouwen van een voorafgaand klooster dat reeds in 1406 ingewijd was. Het klooster was in 1802 opgeheven in het kader van de secularisatie en had daarna vanaf 1828 twintig jaar als bisschoppelijk seminarium gediend.
Tussen 1873 en 1893, ten tijde van de Kulturkampf van Bismarck, moest het onderwijs gestaakt worden. De tweede pauze in het onderwijs aan de school werd tussen 1942 en 1946 afgedwongen door het naziregime. De in de oorlog beschadigde gebouwen werden al snel weer opgebouwd, zodat het Collegium Augustinianum met zijn omvangrijke historische bibliotheken nu weer een levendige getuige is van 600 jaar kerk- en onderwijsgeschiedenis.

## Trivia
- Een pomologische bijzonderheid is dat er een eigen appelsoort (de Gaesdoncker Renette) in de boomgaard van het klooster gekweekt werd.
- In de zomer van 2006 werden in dit internaat gedurende vier weken opnames gemaakt voor het televisieprogramma Dat zal ze leren!. De uitzendingen ervan waren in september en oktober 2006 wekelijks te zien op RTL 5.